# Coupe des champions d'Océanie 1999
Navigation
Édition 1987 Édition 2001
La Coupe des champions d'Océanie 1999 est la 2e édition de la Coupe des champions d'Océanie. Elle met aux prises les champions des différentes nations affiliées à l'OFC.
Douze ans après une première édition disputée en Australie, la compétition est remise sur pied par l'OFC (Confédération océanienne de football) afin de désigner le représentant d'Océanie pour la prochaine Coupe du monde des clubs, organisée en janvier 2000 au Brésil.
Neuf équipes se retrouvent aux Îles Fidji pour disputer la compétition qui se déroule en deux phases. La première voit les formations être réparties en trois poules de trois; les équipes rencontrent leurs adversaires du groupe une fois. Le premier de chaque poule et le meilleur deuxième se qualifient pour la phase finale, disputée sous forme de demi-finale et finale à élimination directe.
C'est le club australien de South Melbourne FC qui remporte cette édition, après avoir battu en finale le représentant des Îles Fidji, le Nadi FC. C'est le premier titre continental du club, qui devint le premier club océanien à disputer une compétition intercontinentale.

## Participants
- South Melbourne FC - Champion d'Australie 1999
- Central United FC - Champion de Nouvelle-Zélande 1999
- Malaita Eagles - Champion des Îles Salomon 1999
- Konica FC - Champion de Samoa américaines 1999
- Nadi FC - Champion des Îles Fidji 1998
- SC Lotoha'apai - Champion des Îles Tonga 1999
- AS Vénus - Champion de Polynésie française 1999
- Tafea FC - Champion de Vanuatu 1999
- Kiwi FC - Champion des Samoa 1999

## Compétition

### Phase de groupes

#### Groupe A
| Rang | Équipe             | Pts | J | G | N | P | Bp | Bc | Diff |  | Résultats (▼ dom., ► ext.) |  |     |      |
| ---- | ------------------ | --- | - | - | - | - | -- | -- | ---- |  | -------------------------- |  | --- | ---- |
| 1    | South Melbourne FC | 6   | 2 | 2 | 0 | 0 | 12 | 1  | +11  |  | South Melbourne FC         |  | 2-1 | 10-0 |
| 2    | Malaita Eagles     | 3   | 2 | 1 | 0 | 1 | 15 | 4  | +11  |  | Malaita Eagles             |  |     | 14-2 |
| 3    | Konica FC          | 0   | 2 | 0 | 0 | 2 | 2  | 24 | -22  |  | Konica FC                  |  |     |      |

#### Groupe B
| Rang | Équipe   | Pts | J | G | N | P | Bp | Bc | Diff |  | Résultats (▼ dom., ► ext.) |  |     |      |
| ---- | -------- | --- | - | - | - | - | -- | -- | ---- |  | -------------------------- |  | --- | ---- |
| 1    | AS Vénus | 4   | 2 | 1 | 1 | 0 | 15 | 2  | +13  |  | AS Vénus                   |  | 1-1 | 14-1 |
| 2    | Nadi FC  | 4   | 2 | 1 | 1 | 0 | 14 | 1  | +13  |  | Nadi FC                    |  |     | 13-0 |
| 3    | Kiwi FC  | 0   | 2 | 0 | 0 | 2 | 1  | 27 | -26  |  | Kiwi FC                    |  |     |      |

#### Groupe C
| Rang | Équipe            | Pts | J | G | N | P | Bp | Bc | Diff |  | Résultats (▼ dom., ► ext.) |  |     |      |
| ---- | ----------------- | --- | - | - | - | - | -- | -- | ---- |  | -------------------------- |  | --- | ---- |
| 1    | Central United FC | 4   | 2 | 1 | 1 | 0 | 18 | 2  | +16  |  | Central United FC          |  | 2-2 | 16-0 |
| 2    | Tafea FC          | 4   | 2 | 1 | 1 | 0 | 12 | 2  | +10  |  | Tafea FC                   |  |     | 10-0 |
| 3    | SC Lotoha'apai    | 0   | 2 | 0 | 0 | 2 | 0  | 26 | -26  |  | SC Lotoha'apai             |  |     |      |

### Phase finale

#### Demi-finales
| Équipe 1           | Résultat | Équipe 2 |
| ------------------ | -------- | -------- |
| Central United FC  | 0 - 1    | Nadi FC  |
| South Melbourne FC | 3 - 0    | AS Vénus |

#### Finale
| 26 septembre 1999 | South Melbourne FC                                                                | 5 - 1 | Nadi FC  | Prince Charles Park, Nadi |                      |
| 15:30             | Isoifidis 8e · Clarkson 16e · Curcija 47-pen · Coveny 50e · Panopoulos 73e (pen.) |       | Voli 87e | Spectateurs : 10 000      | Spectateurs : 10 000 |

#### Vainqueur
| Ligue des Champions 1999 South Melbourne FC Premier titre |